# Universidade da Zululândia
A Universidade da Zululândia (inglês: University of Zululand, também conhecida como Unizul) é a única instituição de ensino superior abrangente a norte do Rio uThukela no KwaZulu-Natal, África do Sul. É constituída por quatro faculdades:
- Faculdade de Belas-artes
- Faculdade de Comércio, Administração e Direito
- Faculdade de Educação e Teologia
- Faculdade de Ciência e Agronomia

## História
Em 1960 é estabelecido o Colégio Universitário da Zululândia. Dez anos mais tarde, é-lhe atribuído estatuto de universidade. A universidade tem continuado a sua expansão, com um número crescente de alunos de outros países de África, particularmente da Namíbia, Nigéria, Quénia, Zimbabwe, Botswana, Lesoto e Essuatíni.